# Piper acre
Piper acre är en pepparväxtart som beskrevs av Carl Ludwig von Blume. Piper acre ingår i släktet Piper och familjen pepparväxter. Inga underarter finns listade i Catalogue of Life.